# شجيرة اللهب
شجيرة اللهب أو شجيرة اللجام أو شجيرة العرق أو زهرة الشوك الساحلية (الاسم العلمي: Adenanthos cuneatus
) هو نوع من النباتات العشبية التي تنتمي للفصيلة البروطية، وتنتشر زراعتها في الساحل الجنوبي الغربي لأستراليا.

## الوصف

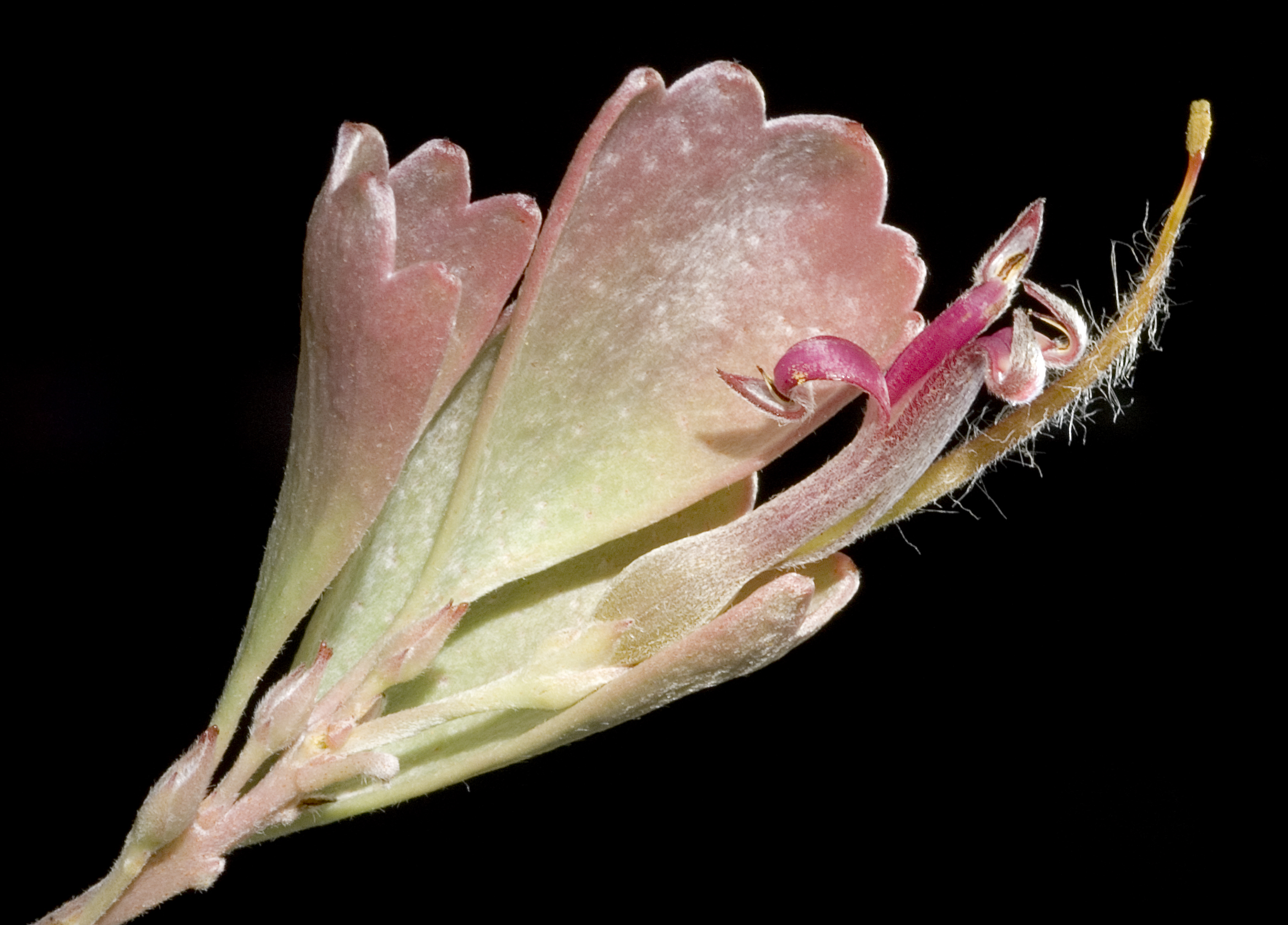
أوراق نبات شجيرة اللهب

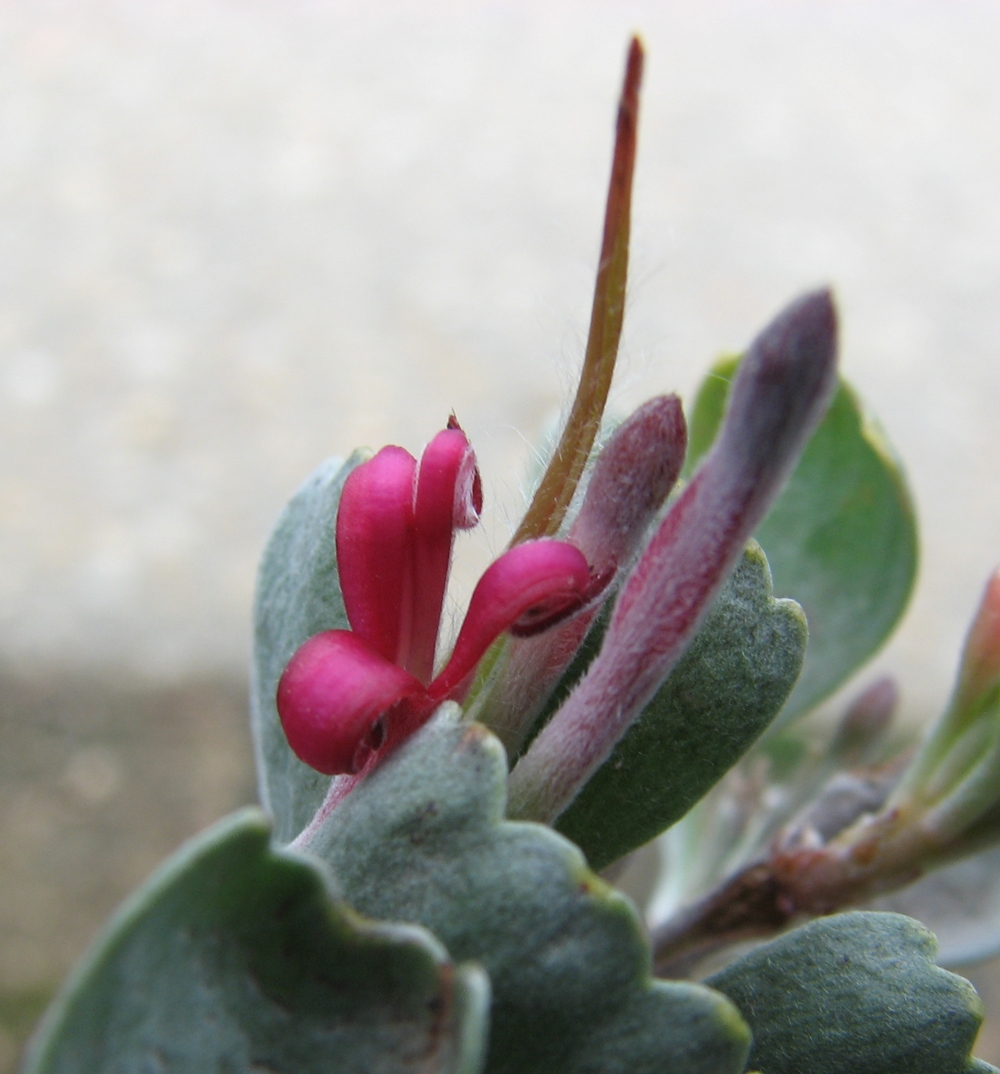
نورات نبات شجيرة اللهب

تنمو شجيرة اللهب كشجيرة منتصبة أو منبسطة، ولها قاعدة خشبية يُطلق عليها الدرنة الخشبية، والتي يمكن أن تنبت منها بعد حرائق الغابات. يُمكن أن يصل ارتفاع شجيرة اللهب إلى 2 مترًا، وتكون ذات أوراق إسفينية الشكل قصيرة العنق ومغطاة بشعر فضي ناعم يبلغ طولها 2 سم (0.8 بوصة) وعرضها 1-1.5 سم (0.4-0.6 بوصة)، وتحتوي على 3-5 فصوص مستديرة في الأطراف. وتكون أزهار النبات حمراء مفردة باهتة اللون ويبلغ طولها حوالي 4 سم (1.6 بوصة)، وتزهر طوال العام وخاصة في أواخر فصل الربيع.
كان عالم النبات الفرنسي جاك لابيلارديير هو أول من وصف نبات شجيرة اللهب بعدما جمع أول عينة نباتية معروفة من النبات خلال الحملة الاستكشافية التي قادها المستكشف الفرنسي أنطوان بروني دي إنتريكاستو في 9 ديسمبر 1792، والتي اضطرت للتوقف في منطقة خليج إسبيرانس على الساحل الجنوبي الغربي لأستراليا في 16 ديسمبر 1792 للبحث عن عالم الحيوان الفرنسي كلود ريش، والذي كان قد نزل إلى الشاطئ قبل يومين ولم يعد. استمر البحث طيلة اليوم دون جدوى، وفي اليوم التالي كانت الحملة على وشك الإبحار دون كلود ريش، بعدما اقتنع قادتها بأنه ربما يكون قد مات من العطش أو قُتل على أيدي السكان الأصليين لاستراليا، غير أن عالم النبات الفرنسي جاك لابيلارديير أصر على الاستمرار في البحث لمدة يوم آخر، وقد كافأه القدر ليس باستعادة كلود ريش فقط، وإنما بجمع العديد من العينات النباتية المهمة للغاية، والتي كانت من بينها العينات الأولى من نبات مخلب الكنغر ونبات شجيرة اللهب ونبات نويتسيا فلوريبوندا الذي يستخدم لشجرة عيد الميلاد في غرب أستراليا. وصف جاك لابيلارديير نبات شجيرة اللهب بعد اكتشافه له بنحو ثلاثة عشر عامًا، وبالتحديد في عام 1805 عندما نشر كتابه «عينة من نباتات هولندا الجديدة»، وأطلق على النبات اسم Adenanthos cuneatus، وهي تسمية مشتقة من الكلمة اللاتينية "cuneate" بمعنى "مثلث" بسبب أوراق النبات التي كانت مثلثة الشكل. وفي 30 ديسمبر 1801، جمع عالم النبات الاسكتلندي روبرت براون عينة أخرى من النبات خلال زيارته للساحل الغربي لأستراليا على متن سفينة إتش إم إس إنفستيجيتور، وبعد أربعة عشر شهرًا، جمع عالم النبات الفرنسي جان بابتيست ليشونولت دو لا تور، مزيدا من العينات خلال الحملة الاستكشافية التي قادها نيكولا بودان، كما جمع أنطوان جيشينوت عينات أخرى للنبات من نفس المنطقة.

## التسمية

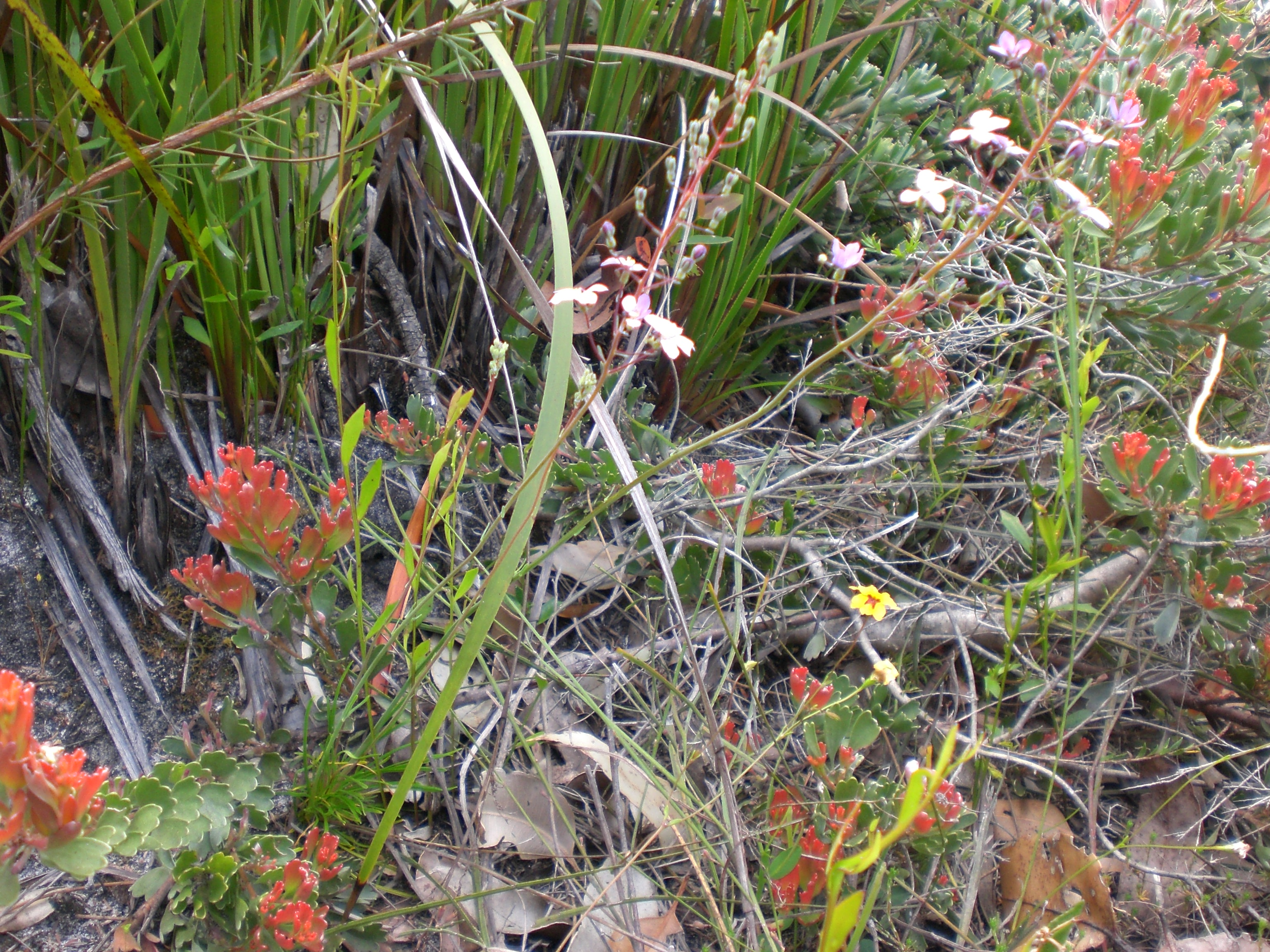
الناميات الجديدة الحمراء لنبات شجيرة اللهب في منتزه تورنديروب الوطني

سمي نبات شجيرة اللهب بهذا الاسم لأن الناميات الجديدة من النبات تكون ذات لون أحمر لامع شبيه باللهب. وفي شرق أستراليا، يُعرف النبات أيضًا باسم شجيرة اللجام نظرا لأن الخيول كانت تفضل تناوله كعلف، ويُطلق عليه كذلك اسم شجيرة العرق في مدينة هوبتون في غرب أستراليا، بسبب اعتقاد محلي شائع بأن الخيول كانت تتصبب بالعرق بعد تناولها لناميات النبات الصغيرة.

## الموطن والزراعة
تُعتبر التربة الرملية في الأراضي الحرجية هي التربة المثالية لزراعة نبات شجيرة اللهب، إذ يُمكن أن تصاب شجيرة اللهب بمرض عفن الجذور التاجي، وبالتالي تتطلب زراعتها تربة رملية وتصريفًا جيدا للمياه. تنتشر زراعة النبات في ولايات غرب الولايات المتحدة الأمريكية، وفي حدائق أستراليا، ولاسيما في براح الكونغان الذي يوجد عادةً في السهول الرملية في جنوب غرب أستراليا حيث المناخ المتوسطي يكون فيه معدل هطول الأمطار سنويا ما بين حوالي 275 إلى 1000 ملم (10.8 إلى 39.4 بوصة). ويتولى النحل وحيوان البوسوم العسلي وطائر العين الفضية والطيور آكلات العسل، وخاصة طائر المنقار الشوكي الغربي عملية تلقيح النبات. يتحمل النبات مجموعة متنوعة من الظروف البيئية، إذ يُمكن أن ينمو في كل من التربة الرملية اللاتيريتية والتربة الرملية ذات الأصل البحري، كما ينمو في الشمس الكاملة أو شبه الظل على السواء، ويستطيع النبات تحمل مستويات مرتفعة من حموضة التربة، إذ يُمكن أن ينمو في تربة يتراوح الأس الهيدروجيني لها من 3.8 إلى 6.6.
يكون نبات شجيرة اللهب عرضة للإصابة بمرض عفن الجذور التاجي، ومع هذا فقد أظهرت دراسة أجريت على النبات في غابات بانكسيا أتينواتا الواقعة على بعد 400 كيلومتر (249 ميلاً) جنوب شرق بيرث على مدار 16 عامًا، وبعد موجة من الإصابة بمرض عفن الجذور التاجي، أن أعداد النبات لم تنخفض بشكل كبير في المناطق المصابة. كذلك يحدث الفوسفيت المُستخدم لمكافحة المرض تأثيرات سامة ويؤدي إلى نخر أطراف الأوراق، ولكن مقارنة بالنباتات الأخرى، فإن شجيرة اللهب تمتص القليل من المركب.

## الاستخدامات

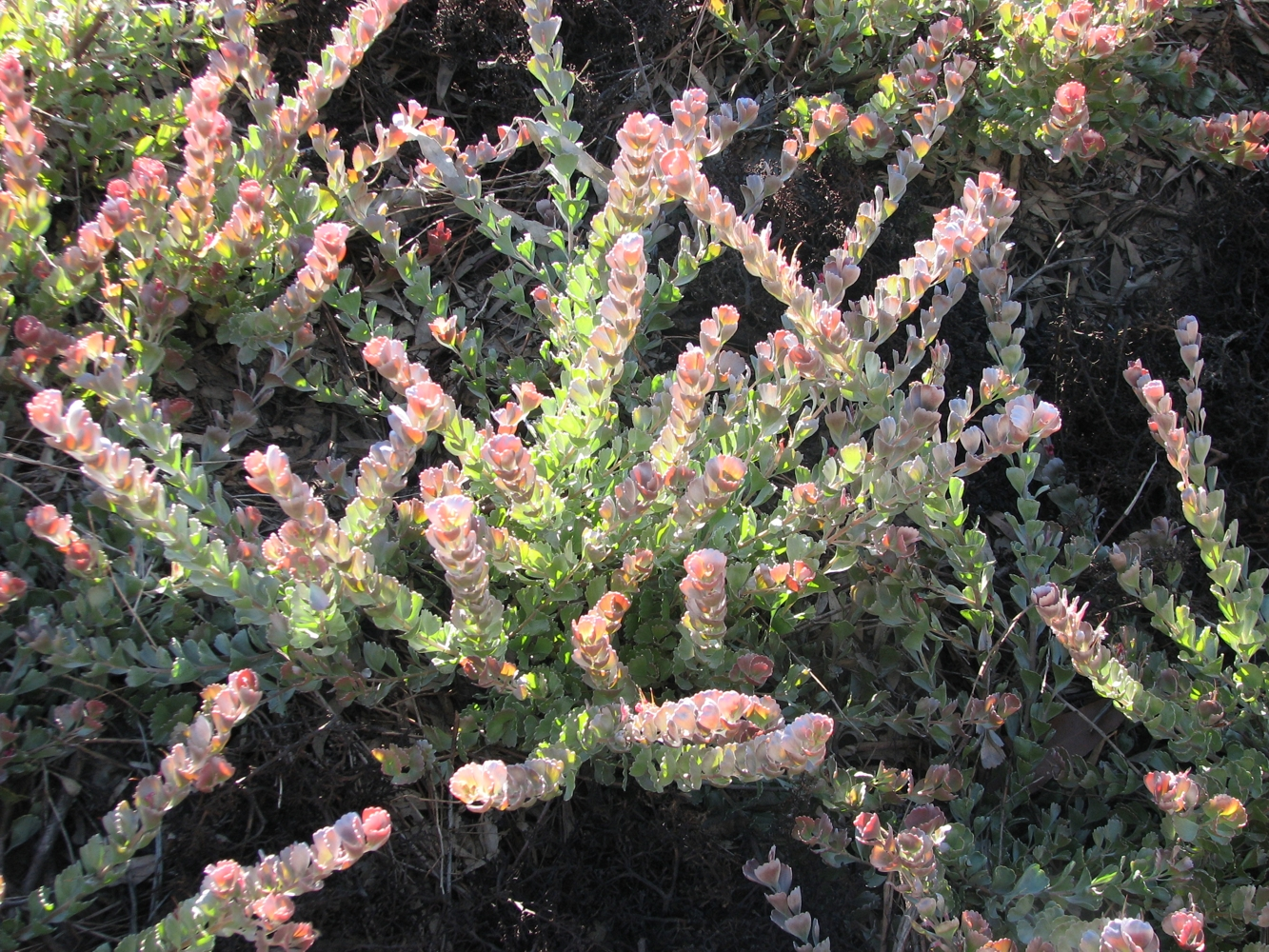
نبات جرف المرجان

يتميز نبات شجيرة اللهب بأوراقه البرونزية أو المحمرة الجذابة، بالإضافة إلى قدرته على جذب الطيور إلى الحدائق مما يجعله مناسبا للزراعة في الحدائق أو الزراعة كغطاء أرضي أمام الشجيرات الأخرى. ومن بين أشهر الأصناف النباتية لشجيرة اللهب ما يلي:
- جرف المرجان: يبلغ ارتفاعه 50-70 سم (19.7-27.6 بوصة) وعرضه 1-1.5 متر (3.3-4.9 قدم)، ويتميز بأوراقه الرمادية وعلى حين تكون نامياته الجديدة أرجوانية أو وردية اللون.[22]
- سجادة المرجان: وهو نبات مستلق يبلغ ارتفاعه حوالي 20 سم (7.9 بوصة) ويمتد إلى 1.5 متر (4.9 قدم)، ويتميز يأوراقه الأرجوانية الوردية.[22]